# Ochropleura bimaculata
Ochropleura bimaculata är en fjärilsart som beskrevs av Pierre Millière 1875. Ochropleura bimaculata ingår i släktet Ochropleura och familjen nattflyn. Inga underarter finns listade i Catalogue of Life.